# Erwitte
Erwitte [ɛɐ̯ˈvɪtə] – miasto w Niemczech, położone w kraju związkowym Nadrenia Północna-Westfalia, w rejencji Arnsberg, w powiecie Soest. W 2010 roku liczyło 15 710 mieszkańców.

## Współpraca
Miejscowość partnerska:
- Aken (Elbe), Saksonia-Anhalt